# Championnats du monde de patinage de vitesse sur piste courte 1977
Navigation
Édition précédente Édition suivante
Les Championnats du monde de patinage de vitesse sur piste courte 1977 se déroulent à Grenoble en France entre le 15 avril 1977 et le 17 avril 1977. L'événement est géré par l'Union internationale de patinage.
Il y a dix épreuves au total : cinq pour les hommes et cinq pour les femmes. Les différentes distances sont le 500 mètres, le 1 000 mètres, le 1 500 mètres et le relais de 3 000 mètres (5 000 mètres pour les hommes) et un titre décerné au meilleur patineur sur l'ensemble des épreuves.

## Palmarès
| Épreuves        | Or                   | Or             | Argent                | Argent         | Bronze                | Bronze         |
| --------------- | -------------------- | -------------- | --------------------- | -------------- | --------------------- | -------------- |
| Hommes          |                      |                |                       |                |                       |                |
| 500 m           | Gaétan Boucher (CAN) | 46 s 440       | Craig Kessler (USA)   | 46 s 760       | Hiroshi Toda (JPN)    | 47 s 150       |
| 1 000 m         | Gaétan Boucher (CAN) | 1 min 55 s 690 | Steve Pearce (GBR)    | 1 min 56 s 410 | Craig Kessler (USA)   | 1 min 56 s 410 |
| 1 500 m         | Hiroshi Toda (JPN)   | 2 min 27 s 430 | Craig Kessler (USA)   | 2 min 28 s 990 | Gaétan Boucher (CAN)  | 2 min 29 s 610 |
| 5 000 m relais  | Grande-Bretagne      | 7 min 34 s 860 | Canada                | 7 min 40 s 490 | Japon                 | 7 min 44 s 280 |
| Toutes épreuves | Gaétan Boucher (CAN) |                | Craig Kessler (USA)   |                | Hiroshi Toda (JPN)    |                |
| Femmes          |                      |                |                       |                |                       |                |
| 500 m           | Brenda Webster (CAN) | 49 s 540       | Kathy Vogt (CAN)      | 49 s 740       | Nancy Dernin (CAN)    | 49 s 760       |
| 1 000 m         | Kathy Vogt (CAN)     | 1 min 43 s 410 | Peggy Hartrich (CAN)  | 1 min 43 s 590 | Brenda Webster (CAN)  | 1 min 47 s 610 |
| 1 500 m         | Brenda Webster (CAN) | 2 min 44 s 640 | Valerie Reimann (USA) | 2 min 44 s 970 | Vicki Reimann (USA)   | 2 min 45 s 260 |
| 3 000 m relais  | États-Unis           | 4 min 47 s 300 | Canada                | 4 min 47 s 520 | Japon                 | 5 min 03 s 970 |
| Toutes épreuves | Brenda Webster (CAN) |                | Kathy Vogt (CAN)      |                | Valerie Reimann (USA) |                |

## Tableau des médailles
| Rang | Nation          | Or | Argent | Bronze | Total |
| ---- | --------------- | -- | ------ | ------ | ----- |
| 1    | Canada          | 7  | 4      | 3      | 14    |
| 2    | États-Unis      | 1  | 5      | 3      | 9     |
| 3    | Grande-Bretagne | 1  | 1      | 0      | 2     |
| 4    | Japon           | 1  | 0      | 4      | 5     |